# 村八分
村八分（むらはちぶ）とは、村落（村社会）の中で、掟や慣習を破った者に対して課される制裁行為であり、一定の地域に居住する住民が結束して交際を絶つこと（共同絶交）である。転じて、地域社会から特定の住民を排斥したり、集団の中で特定のメンバーを排斥（いじめ）したりする行為を指して用いられる。

## 江戸時代における制裁
村八分は、江戸時代における、村落共同体（ムラ）の自治的制裁として著名なものであるが、自治的制裁自体は、罪の軽い順で罰金・絶交（村八分）・追放という三つがあった。広範には、最も軽い罰金が適用された。一方で、絶交と追放は家そのものをムラの成員として認めない制裁であり、非常に厳しいものであった。追放となると、完全にムラの外に追い出し近隣での居住を認めないものもあったが、多くは道祖神などで区切られた村界の外へ追放し、さびしい一軒屋の生活を送らせるものであった。
絶交処分である村八分は、事実として単に交際を断つのみならず、茜頭巾をかぶらせたり、縄帯をつけさせる、隣地で鐘を連打して悩ませたり、青竹で門口を結いめぐらすような積極的な迫害行為を伴い、講などへの参加の停止や惣山など入会地への立入禁止など、付加的な制裁を加えるなど地域によりさまざまの慣行があった。村八分の措置がなされ、入会地の使用が停止されると、薪炭や肥料（落ち葉堆肥など）の入手に窮する他、入会地に属する水源の利用ができなくなるなど、事実上村落社会における生活ができなくなった。一方で絶交，追放という制裁に期間が定められるということがほとんどなく、改悛のほどを仲介人を通じて申し出、村寄合の席上などで陳謝し、「コトワリ酒」「アヤマリ酒」などとして酒肴料を提供することや、「詫状」を差し出し免除されたことは、制裁がそれほど長期間でなかったことを示している。ただし、解除後も数年間は会席の末座に列するなど公的場面での差別扱いが続くこともあった。
村八分とされる理由は村協同生活の規約・慣行の違反行為が主で、用水・入会地などの用益規制違反や協同作業の懈怠、あるいは日常の生活態度がとくに村人の反感を買う場合などで、暴行・窃盗・放火などの領主権力による刑罰に委ねるべき行為に対してはまれであった。

### 語源
「村八分」の語源として、有名なものに「地域の生活における十の共同行為のうち、葬式の世話と火事の消火活動という、放置すると他の人間に迷惑のかかる場合（二分）以外の一切の交流を絶つことをいうもの」であるというものがある。葬式の世話が除外されるのは、死体を放置すると腐臭が漂い、また疫病の原因となるためとされ、また死ねば生きた人間からは裁けないという思想の現れともいう。また、火事の消火活動が除外されるのは、他の家への延焼を防ぐためである。なお、残り八分は成人式、結婚式、出産、病気の世話、新改築の手伝い、水害時の世話、年忌法要、旅行であるとされる。以上は、言語学者である楳垣実が説くところである。
しかしながら、「はちぶされる」という言葉自体が元々は村落生活とは無関係に、江戸時代中期に発生した言葉であること、実際の村八分においてなされた入会地の利用の停止などが含まれていない、また、楳垣以前の主張例がないことなどを考慮すると、語源俗解で後世の附会であり誤りと主張されており、「八分」は「はぶく」や「はじく」（爪弾きにする）の訛ったものなどの諸説も唱えられている。作家の八切止夫は村八分の語源を村八部にあると唱えている。

## 現代における私的制裁
明治以降、領主権力が刑事法的なものに移行してからも、村八分などの制裁は共同体の慣習としてのこったが、村落の中での掟や秩序は、合法的・客観的で公明正大なものとは程遠く、その地域の有力者の私的・主観的な利益に沿うためのものや江戸時代までしか通用しないような封建的・旧態依然とした内容のものも多いなど、公平な秩序維持活動とは言えず、近代的人権を侵害し法に反するものと認識され、1909年の大審院判決で、村八分の通告などは脅迫あるいは名誉毀損とされた。
こういった私的制裁である村八分行為は、第二次世界大戦後になっても存続し、近年においてもしばしば問題となっている。戦後で有名になった事件としては、1952年（昭和27年）に、静岡県富士郡上野村（現・富士宮市）で起きた、参議院補欠選挙での村ぐるみの不正を告発した女子高校生が一家共々村八分にされた事件がある（静岡県上野村村八分事件）。
なお、現在、NHKをはじめ多くの放送局では、「村八分」という言葉を放送自粛対象としている。

### 第二次世界大戦後の主な村八分事件・騒動
- 静岡県上野村村八分事件（1952年）
- 三里塚闘争 - 成田空港問題を巡り、立場が異なる住民に対して行われた。
- 新潟関川村村八分事件（2004年）- 後述
- 愛知県豊田市八草町の村八分騒動[4]
- 兵庫県加西市教育長による村八分事件（2011年） - 後述
- 大分県宇佐市における村八分訴訟（関西からのUターン就農者に対し行われた）[5][6]
- 奈良県天理市内の自治会による村八分騒動[7]
- 大分県中部の集落における村八分訴訟[8]
- 新型コロナウイルス感染者やその濃厚接触者、感染多発地域への移動者に対する村八分騒動[9]。

### 法的評価

#### 民事責任
民事的には、村八分を受けることにより、社会的生活に困難を生ずるため権利侵害である違法な不法行為を構成し、差し止め請求や慰謝料を含めた損害賠償請求の対象となる。

##### 新潟県岩船郡関川村沼集落村八分事件
2004年春、 新潟県岩船郡関川村沼集落のお盆のイワナのつかみ取り大会において「準備と後片づけでお盆をゆっくり過ごせない」と一部の村民が不参加を申し出た。
集落の有力者が「従わなければ村八分にする」と、11戸に山菜採りやゴミ収集箱の使用を禁じた。この村八分行為を受けて、村民11人は同年夏、「村八分」の停止などを求めて有力者ら3人を新潟地裁に提訴した。1審の新潟地方裁判所新発田支部では有力者側に不法行為の禁止と計220万円の損害賠償を命じた。有力者は、東京高等裁判所に控訴したが、2007年10月10日、東京高等裁判所も地裁の判断を支持し、控訴を棄却した。

##### 兵庫県加西市教育長等による村八分事件
2011年5月、携帯電話の中継基地局の設置をめぐってトラブルがあり、兵庫県加西市の永田岳巳教育長らは、近隣との関係が改善されない限り「個人的な付き合いをしません」などとする「共同絶交宣言」の文書を男性ら4人に送った。
損害賠償を求めた訴訟となり、2013年3月26日、神戸地方裁判所社支部の新宮智之裁判官は人格権の侵害を認め、支払いなどを命じた。旅行の積立金が一方的に解約されたり、近隣の葬儀の連絡がもらえなかったりしており、「社会通念上、許される範囲を超えた『いじめ』や『嫌がらせ』に当たる」とした。
2013年8月30日、大阪高等裁判所は教育長らの控訴を棄却した。神戸地方裁判所社支部判決を支持し、「村八分ないし共同絶交宣言をしたもので、人格権を侵害する違法行為」などと認めた。

#### 刑事責任
村八分即ち、一定地域の住民が結束し交際を断つこと自体が刑事罰に触れるものではない（罪刑法定主義）。しかし、その旨を通告する行為は、被絶交者の人格を蔑視し、その社会的価値である名誉を毀損するものであって、名誉に対する脅迫罪を構成するものとされている。

### 村八分が原因、及び関わっているとされる[誰によって?]主な事件
- 津山三十人殺し（1938年）
- 静岡県上野村村八分事件（1952年）
- 名張毒ぶどう酒事件（1961年）
- 狭山事件（1963年）
- 山形マット死事件（1993年）
- 奈良県月ヶ瀬村女子中学生殺害事件（1997年）
- 和歌山毒物カレー事件（1998年）
- 山口連続殺人放火事件（2013年）